# Diocèse de Safi
 (août 2025).
Le diocèse de Safi (en portugais : diocese de Safim) est un ancien diocèse de l'Église catholique ayant son siège dans la ville portuaire marocaine de Safi, alors sous domination portugaise.
En 1472, le roi du Portugal, Alphonse V, obtient la création d'un troisième diocèse au Maroc, à Safi, et la nomination pour celui-ci, d'un évêque, João Martins.
En 1499, le pape Alexandre VI crée le diocèse de Safi et le confie à l'ordre du Christ,. Son ressort est très étendu et il englobe le Sénégal,. En 1516, le pape Léon X crée le diocèse de Funchal, dans l'île de Madère, et le confie à un évêque qui réside à Lisbonne,. Son ressort comprend, outre l'archipel de Madère, la côte africaine de Safi au cap Bojador (actuel cap Boujdour),. 
Liste des évêques de Safi
- João Martins : professeur de théologie à Bologne[5], évêque de Safi en 1472[1] ;
- João Aranha[6] : professeur de théologie à Bologne[5] ;
- Fernando de Sequeira[7] : prieur du monastère de Grijó, des chanoines réguliers de Saint-Augustin[8], il élu évêque de Safi le 27 avril 1506[9] ;
- João Sutil[10] : élu évêque de Safi le 3 mars 1512[9] ;
- Gonçalo Pinheiro (pt)[11] : chanoine d'Évora, il est élu évêque de Safi le 24 août 1537[8].